# わし座シグマ星
わし座σ星（わしざシグマせい、σ Aquilae、σ Aql）は、わし座の連星系である。見かけの等級は5.2等と、暗い空でなら肉眼でみえる明るさである。年周視差は約4.65ミリ秒で、これをそのまま距離に換算すると700光年となる。

## 歴史
わし座σ星は、1912年にウィルソン山天文台での観測によって、スペクトル線が二重になっており、その視線速度が規則的に変化することが発見され、分光連星であることが明らかとなった。1916年には、アレゲニー天文台のフランク・ジョーダン（Frank Jordan）が、視線速度曲線から初めて軌道要素を求めた。1918年には、イリノイ大学のエルマー・ダーシェム（Elmer Dershem）が、わし座σ星が変光していることを発見、同大学のチャールズ・ワイリーとジョエル・ステビンスが、光度曲線から食連星であることを明らかにし、更に詳しい軌道要素が求められた。

## 特徴
わし座σ星系を形成する恒星は、2つともよく似たB型主系列星とみられ、スペクトル型はいずれもB3 Vと分類されている。離心率はほぼ0で、円に近い軌道を公転し、周期は1.95日、軌道長半径は1050万km（15R☉）と求められている、分離型の近接連星である。主星は、質量が太陽の6.8倍、半径が太陽の4.2倍、伴星は、質量が太陽の5.4倍、半径が太陽の3.1倍と推定される。

### 変光
わし座σ星は、速い自転と潮汐力によって光球がやや楕円体となっているためか、食を起こしていないときでもわずかに変光しており、こと座β型変光星とされる。一方、食の始まりと終わりの瞬間は、はっきりわかる光度曲線となっていて、変光星総合カタログの新しい版では、アルゴル型変光星に分類されるようになっている。わし座σ星では、一周期の間に、主星が食を起こす場合と、伴星が食を起こす場合の、二度の食が発生し、減光幅が大きい主極小では約0.14等級、減光幅が小さい副極小では約0.10等級、それぞれ暗くなる。

## 重星
わし座σ星の北西約48秒の位置に12等星があり、これは、1830年にジョン・ハーシェルが発見したもので、重星カタログにも収録されているが、物理的に関係ない見かけだけの「伴星」と考えられる。

## 名称
中国では、わし座σ星は、右旗（拼音: Yòu Qí）という星官を、わし座μ星、わし座δ星、わし座ν星、わし座ι星、HD 184701、わし座42番星、わし座κ星、わし座56番星と共に形成する。わし座σ星自身は、右旗二（拼音: Yòu Qí èr）つまり右旗の2番星と呼ばれる。